# Lista över huset Bourbon
Detta är en lista över Huset Bourbon.

## Äldsta huset Bourbon
- Aimar, levde cirka 915
- Aimone I
- Archembaud I (980–1031)
- Archembaud II (1034–1078)
- Archembaud III (1078–1105)
- Archembaud IV (1105)
- Aimone II (1105–1116)
- Archembaud V (1116–1171)
- Archembaud, död ung
- Mathilda I (1171–1215), gift med Guy de Dampierre
- Archembaud VI (1215–1243)
- Archembaud VII (1243–1249)
- Mathilda II (1249–1262), gift med Odo av Burgund
- Agnes (1262–1288), gift med Jean av Burgund
- Beatrix, gift med Robert, greve av Clermont

## Hertigliga linjen Bourbon
- Ludvig I, hertig av Bourbon (1327–1342), son till Robert och Beatrix
- Pierre, hertig av Bourbon (död 1356)
- Ludvig II, hertig av Bourbon (död 1410)
- Jean I, hertig av Bourbon (död 1434)
- Karl I, hertig av Bourbon (död 1456)
- Jean II, hertig av Bourbon (död 1488)
- Karl II, hertig av Bourbon (död 1488)
- Pierre II, hertig av Bourbon (död 1503)

## Yngre huset Bourbon
- Jacques I, greve av La Marche (d. 1361) son till hertig Ludvig I av Bourbon
- Jean I av La Marche (d. 1393)
- Ludvig I av Bourbon-Vendôme (d. 1446)
- Jean VIII de Bourbon-Vendôme (död 1477)
- Frans av Bourbon-Vendôme
- Karl IV av Bourbon-Vendôme
- Anton av Bourbon

## Kungar och prinsar av Frankrike
- Henrik IV av Frankrike (1589–1610)
- Ludvig XIII av Frankrike (1610–1643)
- Ludvig XIV av Frankrike (1638–1715)
- Ludvig, dauphin (d. 1711)
- Ludvig, dauphin (d. 1712)
- Ludvig XV av Frankrike (1715–1774)
- Ludvig, dauphin (d. 1765)
- Ludvig XVI av Frankrike (1774–1792)
- Ludvig XVII av Frankrike, titulärkung (1793–1795)
- Ludvig XVIII av Frankrike (1814–1815) (1815–1824)
- Karl X av Frankrike (1824–1830)
- Ludvig Anton, hertig av Angoulême (1775–1844)
- Karl Ferdinand, hertig av Berry (d. 1820)
- Henrik, hertig av Bordeaux (1820–1883)

## Bourbon-Orléans
- Filip I av Orléans, bror till Ludvig XIV
- Filip II av Orléans (regent av Frankrike 1715–1723)
- Ludvig av Orléans (d.1752)
- Ludvig Filip av Bourbon-Orléans (1725-1785)
- Ludvig Filip av Bourbon-Orléans (1747-1793)
- Ludvig Filip I av Frankrike (1830–1848)
- Filip, greve av Paris (1834–1894)
- Ludvig Filip Robert, hertig av Orléans (1869–1926)
- Jean, hertig av Guise (d. 1940)
- Henri, greve av Paris (d. 1999)
- Henri, greve av Clermont

## Borbón av Spanien
- Filip V av Spanien (1700–1746)
- Ferdinand VI av Spanien (1746–1759)
- Karl III av Spanien (1759–1788)
- Karl IV av Spanien (1788–1808)
- Ferdinand VII av Spanien (1808, 1814–1833)
- Isabella II av Spanien (1833–1868)
- Francisco de Paula, hertig av Cadiz (d. 1865) bror till Ferdinand VII
- Frans av Assisi (1822-1902), son till Francisco de Paula, gift med Isabella II av Spanien och hennes samregent
- Alfons XII av Spanien (1874–1885)
- Alfons XIII av Spanien (1886–1931)
- Juan, greve av Barcelona
- Juan Carlos I av Spanien (1975–2014)
- Felipe VI av Spanien (2014–)

## Bourbon-Parma

Hertigdömet Parmas statsvapen.

- Karl III av Spanien (1731–1735), son till Filip V av Spanien
- Filip, hertig av Parma (1748–1765), bror till Karl III
- Ferdinand, hertig av Parma (1765–1802)
- Ludvig, kung av Etrurien (1801–1803)
- Karl II av Parma, kung av Etrurien 1803–1807, hertig av Lucca 1824–1847, hertig av Parma 1847–1849
- Karl III av Parma (1849–1854)
- Robert I av Parma (1854–1859)
- Felix av Bourbon-Parma (d. 1970)
- Jean, Storhertig av Luxembourg (1964–2000)
- Storhertig Henri av Luxembourg (2000–)

## Bourbon-Bägge Sicilierna

Statsvapen för Kungariket Bägge Sicilierna.

- Ferdinand I av Bägge Sicilierna (1816–1825), son till Karl III av Spanien
- Frans I av Bägge Sicilierna (1825–1830)
- Ferdinand II av Bägge Sicilierna (1830–1859)
- Frans II av Bägge Sicilierna (1859–1860)